# 皮德里卡
50°9′40″N 24°4′20″E / 50.16111°N 24.07222°E
皮德里卡（烏克蘭語：Підріка），是烏克蘭西部的村莊，隸屬利維夫州的利維夫區。該村始建於1648年，面積0.29平方公里，海拔高度207米，2021 （页面存档备份，存于）年人口137，人口密度每平方公里508.59人。